# Veterinary Parasitology
«Veterinary Parasitology» — міжнародний науковий журнал, спеціалізований з ветеринарної паразитології.